# Muscelu Cărămănești, Buzău
Muscelu Cărămănești (în trecut, Muscelu sau Muscelu Cărăimănesc) este un sat în comuna Colți din județul Buzău, Muntenia, România. Se află în zona de munte a județului.